# František Merta (politik)
František Merta (4. října 1872 Dubicko – 25. března 1953 Brno) byl moravský učitel, spisovatel, překladatel, meziválečný senátor Národního shromáždění ČSR za Československou stranu národně socialistickou.

## Biografie
Narodil se v rodině hostinského Petra Merty (1840–1929) a Josefy rozené Stenclové (1844–1879). Měl sestru Emilii Chlebníčkovou (1874–1950). Po smrti matky měl, z druhého manželství svého otce s Annou Lidrmanovou, 12 sourozenců (3 bratry a 9 sester), z nichž se dospělosti dožili tři: Filomena Fritscherová (1883-1954), Anna Buriánková (1884–1956) a Jan Merta (1891–1947). František Merta se oženil s Annou Žváčkovou (1879–1962), se kterou měl tři děti: Mojmíra (1899–1924), Oldřicha (1900–1946) a Jarmilu Kohoutkovou (1905–1992).
Absolvoval učitelský ústav v Příboru, působil v Zábřehu a Šumperku jako učitel a publicista. Byl členem Učitelské jednoty šumperko-zábřežské, Ústředního spolku jednot učitelských na Moravě a Československé obce učitelské. Inicioval vznik Společenské knihtiskárny v Zábřehu. Publikoval studie v oboru pedagogiky, vydával revui Volná škola, redigoval časopis Komenský, Knihovnu Komenského, Knihovnu mravní výchovy a Osvětovou knihovnu. Používal pseudonymy Ilja Grevič, Z. A. Molxis, A. Melvart. Překládal odbornou literaturu z němčiny, francouzštiny, angličtiny, polštiny a ruštiny. Profesí byl učitelem, ředitelem školy a okresním školním inspektorem v Zábřehu.
V parlamentních volbách v roce 1929 získal za Československou stranu národně socialistickou (ČSNS) senátorské křeslo v Národním shromáždění. V senátu setrval do roku 1935.
Vnuk Františka Merty, český astronom Luboš Kohoutek, pojmenoval po svém dědovi asteroid, který objevil 30. října 1967 na Hamburské observatoři ve čtvrti Bergedorf, známý jako (3303) Merta.

## Dílo

### Verše
- Na poli válečném – 1914–1918 [konfiskováno až na dva sonety][4]

### Spisy
- Spiritismus – Olomouc: Pozor, 1912
- Mravní výchova laická a metody mravního vyučování – Zábřeh: Knihovna mravní výchovy (KMV), 1920
- Mravní výchova ve školách francouzských – Zábřeh: vlastním nákladem, 1920
- Učebné osnovy občanské nauky a výchovy pro školy obecné a občanské – Zábřeh: KMV, 1924
- Základní metody občanské nauky a výchovy – Zábřeh: KMV, 1924
- Historismus v občanské výchově – 1928
- Nacionalismus a pokrokovost – Brno: 1930
- Úl: cvičebnice čtení pro žáky prvního postupného ročníku obecných škol – obrázky kreslil Antonín Krátký. Praha: Československá grafická Unie (ČGU), 1935
- James Watt: 1736–1819 – jazykově přehlédl Augustin Doležal. Praha: ČGU, 1936
- Příručka k "Úlu": teoretický a metodický průvodce ke cvičebnici elementárního čtení Úlu – s Hynkem Kohoutkem [zeť?]. Praha: ČGU, 1938

### Překlady
- Poměr vědy k umění a životu – Hugo Münsterberg. Praha: Josef Pelcl, 1903
- Suggesce – Félix Thomas. Zábřeh: Volná škola, 1906
- Úkol suggesce ve výchově – Félix Thomas. Zábřeh: Volná škola, 1907
- Církev a stát – L. N. Tolstoj. Zábřeh: Osvětová knihovna
- Věda a náboženství – dle francouzského spisu zpracoval a doklady ze slovanského bájesloví doplnil. Olomouc: Pozor, 1911[4]
- Biologie dítěte slabomyslného – Jean Demoor; přeložili Ladislav Fediuk a František Merta. Zábřeh: Družstvo knihtiskárny, 1913
- Problém mravní výchovy ve škole – Friedrich Jodl. Zábřeh: Joža Malý, 1919
- Katechismus mravní výchovy – Jacques le Peyre. Zábřeh: 1920[4]
- Škodlivost náboženské výchovy – Elen Key. Praha: Volné myšlenky československé, 1926